# دونگ فنگ‌ژو
دونگ فنگ‌ژو (انگلیسی: Dong Fangzhuo؛ زادهٔ ۲۳ ژانویهٔ ۱۹۸۵) بازیکن سابق فوتبال اهل جمهوری خلق چین است.
از باشگاه‌هایی که در آن بازی کرده‌است می‌توان به لگیا ورشو، باشگاه فوتبال دالیان هایچانگ، منچستر یونایتد، پورتیموننزه، باشگاه فوتبال میکا، باشگاه فوتبال دالیان هایچانگ، لگیا ورشو، باشگاه فوتبال هبی چین فورچون، تیم ملی فوتبال چین، و تیم ملی فوتبال زیر ۲۳ سال چین اشاره کرد.
وی همچنین در تیم‌های ملی فوتبال China U20 China China U23 بازی کرده‌است.